# Lotononis eriantha
Lotononis eriantha är en ärtväxtart som beskrevs av George Bentham. Lotononis eriantha ingår i släktet Lotononis och familjen ärtväxter. Inga underarter finns listade i Catalogue of Life.